# 張憶寧
張憶寧（Chang Yi-ning，1957年11月13日—），是一名已退役的射擊運動員，曾參加過2004年夏季奧林匹克運動會射擊比賽男子10公尺空氣手槍及50公尺手槍項目。目前擔任國家隊教練。
他的父親是「台籍老兵」，戰敗後被下放至青海省勞改，在當地結婚並生下他。1995年，父親回台恢復台籍身份，他也在四年後選擇來台依親，隨著父親恢復本籍。